# ژرژ براک
ژرژ براک (به فرانسوی: Georges Braque) ‏ (زاده ۱۳ مه ۱۸۸۲ – درگذشته ۳۱ اوت ۱۹۶۳) نقاش، مجسمه‌ساز و چاپکار فرانسوی از پیشگامان هنر مدرن و یکی از بنیان‌گذاران جنبش کوبیسم به‌شمار می‌آید. آثار فووها در سالن پاییز (۱۹۰۵) او را سخت تحت تأثیر قرار داد. اثرپذیری او از فوویسم را، در منظره‌هایی که او با تکه رنگ‌های خالص نقاشی کرده‌است، می‌توان دید. (بندرگاه آنتورپ- ۱۹۰۶) براک این منظره‌ها را نخستین آثار مورد علاقهٔ خود به‌شمار می‌آورد. او در ایجاد بافت‌های مرمرین و چوبین روی بوم، بر پیکاسو مقدم بود.
براک و پیکاسو با ژرف‌نگری در ساختمان اشیاء تفسیری نو از واقعیتی مرئی عرضه کردند و نمونه‌ای برای تحولات بعدی نقاشی و پیکره‌سازی خلق کردند که در آن‌ها انضباط بصری در قیاس با کارهای پیشین، تخفیف یافته‌است. کیفیت‌هایی که آثار کوبیستی براک را از آثار کوبیستی پیکاسو در مقایسه با کارهای پیشین او متمایز می‌کرد، از جمله خصلت نقاشانه، در برخی از آثار این دوره آشکارتر می‌شوند. (گیتار و پارچ آب ۱۹۲۷)
این مرحله از هنر پالایش یافتهٔ براک، مفهوم زیبایی «کلاسیکی» را بر اساس تعادل و نظم در قالبی نو ارائه می‌دهد.

## زندگی

### اوایل زندگی و آثار
براک در ۳۰ مه ۱۸۸۲ در ارژانتوی، شهری نه چندان دور از پاریس به دنیا آمد. امروزه ارژانتوی از طریق امدادهای شهری تأمین می‌شود اما در زمان کودکی براک به عنوان شهر کوچکی که امپرسیونیست‌ها در آن نقاشی می‌کردند، به یاد آورده می‌شود.
کلود مونه که در دههٔ ۱۸۷۰ در آن جا زندگی می‌کرد، تصاویری از ارژانتوی آن زمان که در بدو تبدیل شدن به روستایی صنعتی بود اما همچنان با رودخانه‌ای که با قایق‌ها خال خال شده بود و سواحل سرزنده اش به یاد آورده می‌شد، نقاشی کرده‌است. گوستاو کالیبو معمار نیروی دریای پاریسی که از امپرسیونیست‌ها حمایت می‌کرد، آثار آنان را جمع‌آوری و گاهی همراه آنان نقاشی می‌کرد. زمانی که خانواده براک در آنجا زندگی می‌کردند خانه‌ای ساخت و براک آن را به عنوان نقطه عطفی به یاد می‌آورد. وقتی براک هشت ساله بود، خانواده اش به لو آور نقل مکان کردند. این شهر بندری هم امپرسیونیست‌ها را با محتوای اصلی تغذیه می‌کرد.
براک تأکید می‌کند که گذراندن سال‌های کودکیش در مکان‌هایی که با هنر پیشرفته ارتباط نزدیکی دارند در آنچه که او «احساس برای نقاشی» می‌نامد، سهیم بوده‌است. گرچه به نظر بعید می‌آید که امپرسیونیست‌های نوظهور لطف چندانی در خانوادهٔ براک که دستی در نقاشی داشتند، یافته باشند. خلق هنر به‌طور واضح، وظیفهٔ جدی و مشروع به‌شمار می‌رفت. هم پدر و هم پدربزرگ براک هر دو نقاشانی آماتور بودند. پدر براک منظره‌هایی به شیوه ژان باتیست کامیل کورو می‌کشید که با موفقیت کافی برای نمایش هر از چند گاه آن‌ها در سالن حزب محافظه‌کار هنرمندان فراهم می‌شد. پسرش او را در سفرهای نقاشی یکشنبه همراهی می‌کرد و هنگام نقاشی کردن او را تماشا می‌کرد.
تحصیل رسمی براک ناچیز بود، او در سال‌های پایانی زندگی‌اش اظهار می‌کند که در حدود سن دوازده سالگی با کپی‌کردن تصاویر روزنامه محبوب «جیل بلاس»، که پدرش هم در آن اشتراک داشت به خودش نقاشی یاد داده‌است. براک جوان به خصوص طراحی‌های پر حرکت تئوفیل استاینلن و هنری تولوز لوترک را دوست می‌داشت و پوسترهای آرت نووی آن زمان مجذوبش می‌کردند و شبانه طراحی‌های دلخواه لوترک را از دیوار می‌کنده‌است. خانوادهٔ براک علاقهٔ او به هنر را تشویق کردند و به او دوچرخه‌ای هدیه دادند و اجازه دادند که با پول توجیبی‌اش جعبهٔ رنگی بخرد.
وقتی که همچنان در دبیرستان بود، در کلاس‌های عصرانهٔ مدرسه هنرهای زیبا شرکت کرد، که تفاوت اندک آن را با کلاس‌های عادی طراحی مدرسه که او را بی‌حوصله می‌کرد، یادآور می‌شود. تاریخ دوستی براک با رائول دافی، که ظاهراً تنها پسر دیگری در لواور بود که برای نقاشی‌کردن تلاش می‌کرد، به آن زمان بر می‌گردد. برادر بزرگتر دافی به براک، فلوت یاد می‌داد.

### فوویسم

اثرپذیری از فوویسم را در منظره‌هایی که او با تکه رنگ‌های خالص نقاشی کرده‌است، به روشنی می‌توان بازشناخت. براک این منظره‌ها را نخستین آثار علاقهٔ خود به‌شمار می‌آورد. انرژی و شدت تصاویر فووها، براک را هیجان زده کرده بود؛ با این وجود با موفقیت آشکار به خلق آثار به شیوه تونال و سرد نقاشی‌های نورماندی ادامه داد. وقتی در بهار ۱۹۰۶ هفت تابلو از مناظر، طبیعت بیجان‌ها و یک برهنه را با این شیوه به سالن مستقل‌ها ارائه داد، همه پذیرفته و آویزان شدند. این اولین نمایشگاه براک بود و قابل درک می‌بود اگر نقاش جوان، هیجان داوران را به عنوان تشویقی برای ادامه دادن سبکی که شروع کرده بود، قبول کند. اما برعکس، او این برنامه را به عنوان جمع‌بندی یک دوره به‌شمار آورد، نه شروع آن.
براک به‌طور واضح برای گونه‌ای تغییر آماده بود و دیدن آثار ماتیس، درن، دافی، فریس و دیگر اعضای فووها در همجواری نزدیک آثار خودش در سالن مستقل‌ها نارضایتی اش را متبلور کرد و او را در تغییر دستیابی اش به صورت افراطی به تفکر واداشت.

### سزان
می‌گویند کوبیسم از نقاشی سزان نشأت گرفته و متضمن بازنمایی اشیا از زوایای مختلف است. نقاشی‌های کوبیستی به راستی در مواردی نقاشی‌های رنگ روغن و آبرنگ‌های سزان را تداعی می‌کنند که در آن‌ها گویی سطوح مختلف اشیا به وسیله ضرب قلم‌های درشت و مجاور هم نمایانده شده‌اند. سزان به براک چگونگی زنده‌کردن هیجان و اندازه روی بوم را بدون نیاز به تصویر کردن جزء به جزء توده‌ها نشان داد؛ ولی سزان می‌خواست نقش مایه‌هایش را شفاف و بی ابهام بازنمایی کند و به وجود مادی آن‌ها، و فضاهای بین آن‌ها، ارزش درخورشان را بدهد. او به استثنای مواردی نادر، ساعت‌ها نقش‌مایه‌اش را اتود می‌کرد تا بتواند آن را روی بومش جفت‌وجور کند. پیکاسو و براک برای موضوعات تابلوهایشان چنین وسواسی نداشتند. گویی آن‌ها بیش از شور و احساس، از روی تفنن، سوژه‌هایشان را می‌پرداختند و توجهشان بر گویش تصویری‌شان متمرکز بود. اما هر چه به اواخر ۱۹۰۹ نزدیک می‌شویم، براک به دنبال پیکاسو به اهمیت فضای بین توده‌ها بیشتر از خود توده‌ها علاقه نشان می‌دهد. در آنچه او «این راهی که کسی پیش می‌گیرد تا به سمت شیء برود» می‌نامد.
اگر براک به آن سبک نقاشی کردن ادامه می‌داد، هم‌اکنون به عنوان یکی از مهم‌ترین اعضای نسل خودش به‌شمار می‌آمد، اما همان‌طور که براک حداقل ده سال پس از اولین نمایشگاهش با کان وایلر در دفترچه یادداشتش می‌نویسد: «نباید چیزی را که آرزوی خلقش را داری تقلید کنی.» براک آثار سزان را در سال ۱۹۰۸ تقلید نمی‌کرد. بیشتر از آن سعی در بازآفریدن صادقانهٔ آنچه که در طبیعت می‌دید داشت، اما به خاطر اتفاقات بعدی او احساس می‌کرد که باید فاصلهٔ خودش را با استاد منتخبش بیشتر کند.

## مراحل تکاملی در کار براک (۰۹–۱۹۰۸)
در پاییز ۱۹۰۸، هنگامی که براک از استاک به پاریس برگشت مجموعه‌ای از آخرین منظره‌های خود را به سالن پاییز عرضه کرد که هیئت داوران آن‌ها را رد کردند؛ لذا وی در ماه نوامبر این آثار و چند پردهٔ دیگر را در گالری کان وایلر به نمایش گذاشت و به همین مناسبت بود که لوئی ووسل، در مقاله‌ای در ژیل بلا برای اولین بار به روش کار او در تبدیل «همه چیز، منظره، فیگور، و خانه‌ها، به خطوط هندسی و مکعب» اشاره کرد. چند ماه بعد همین منتقد، ضمن نوشته‌ای دربارهٔ نقاشی‌هایی که براک در ماه مارس ۱۹۰۹ در «سالن مستقلین» به نمایش گذاشت، از «شگفتی‌های کوبیک» او سخن به میان آورد؛ و به این ترتیب شیوهٔ جدید نقاشی در نزد مردم به کوبیسم شهرت یافت.
پیشرفت براک به سوی کوبیسم از منظره‌های سزان گونهٔ استاک به بعد پیشرفتی مداوم و سریع بود، اما در حالی که پیکاسو فرم‌ها و حجم‌ها را با سادگی ابتدایی‌شان نشان می‌داد و مکان فضایی‌شان را هموار می‌کرد تا از عقب رفتن و عمق یافتن آن جلوگیری کند، براک اشیاء را در سطح تابلو به گونه‌ای ارائه می‌کرد که عمق فضای پیرامون آن‌ها مبهم می‌شد. او هنوز آن قدر آمادگی نداشت که بدون توسل به پرسپکتیو با مشکل نمایش فضا درآویزد. با این همه او نیز همچون پیکاسو می‌دانست که این امر موکول به زمانی می‌شد که آن‌ها بتوانند هر شیئی را چنان بنمایانند که مجسمه گونه و قابل لمس جلوه کند. براک یک بار کفت: «این کافی نیست که مردم را به دیدن چیزی که کشیده‌ایم وادار کنیم؛ آدم باید بتواند آن‌ها را به لمس کردن وادارد.» لذا در این هنگام جدل میان آن دو واقعیتی که تکامل کوبیسم بدان‌ها وابسته بود - یعنی واقعیت فضایی اشیاء و واقعیت سطح هموار تابلو- درگرفته بود.
در اینجا نگاه به «درختان سبز در استاک» (۱۹۰۸) اثر رائول دوفی، که مدتی از تابستان را در کنار براک کار کرد، می‌تواند مفید باشد؛ زیرا دوفی، شاید به خاطر آن که بیشتر تحت تأثیر ماتیس بود تا سزان، نسبت به واقعیت گرایی تمایلی نداشته، و برخلاف براک و واقعیتی فضایی یا ملموس رغبت نشان نداده‌است. این ترکیب بندی دوفی مرکب از فرم‌های طبیعی خلاصه شده‌است که با حالت تزیینی در فضایی کم عمق جا گرفته‌اند: لذا تأثیر حاصله را می‌توان با یک پرده دیوارکوب مقایسه کرد. حال آن که براک و پیکاسو در نقاشی‌های خود علاقهٔ مشترکی به نمایش دروس واقعیت نشان می‌دادند و این به‌طور گسترده‌ای آثار آن‌ها را از آثار دوستانشان متمایز می‌کرد نکته قابل توجه این که دوفی لاس زدن با کوبیسم را در همین‌جا متوقف کرد.

### براک و پیکاسو[۴]
اولین بار گیوم آپولینر بود که ژرژ براک را به کارگاه پیکاسو برد. آپولینر با سمت‌ها و مشاغل مختلفش به عنوان روزنامه‌نگار، منتقد هنری، سخنگو و مدیر نمایشگاه، دارای نفوذ و تأثیر بسیاری بود و نیز با هنرمندان بی‌شماری در پاریس و خارج از پاریس روابط دوستانه‌ای داشت؛ بنابراین برای وی کار ساده‌ای بود که براک جوان را به پیکاسو، که انقلابی را بنیان نهاده بود، معرفی کند. احتمالاً اواخر نوامبر یا اوایل دسامبر سال ۱۹۰۷ بود که براک با همراهی آپولینر به کارگاه پیکاسو رفت. در آن زمان، پیکاسو به تازگی کار بر روی تابلوی دوشیزگان آوینیون را به پایان برده بود و تابلوی سه زن (Trois Femmes) را آغاز کرده بود. واکنش ژرژ براک نسبت به تابلوی دوشیزگان آوینیون پیکاسو غیرعادی بود. به گفتهٔ فرنانده اولیویه، همسر پیکاسو در آن زمان، براک بعد ار دیدن این تابلو با هیجان گفت: «ظاهراً شما با تابلوهایتان می‌خواهید در ما احساسی را برانگیزید که گویی مجبور به بلعیدن طناب یا نوشیدن نفت سفید شده‌ایم.» براک در خود فرورفته بود و در ابتدا این‌طور به نظر می‌رسید که قادر نیست با چیزی که دیده بود رابطه برقرار کند.
این حالت می‌باید به سرعت تغییر کرده باشد، زیرا از آن زمان به بعد نقاشی‌های براک حکایت از یک دانش و درک عمیق از آخرین تابلوهای پیکاسو داشت. همچنین یک رابطه دوستانه نزدیک، به سرعت بین این دو نقاش شکل گرفت. در مراحل اولیه این رابطه، براک موضوعات جدیدی در کارش وارد می‌کرد. او در سال ۱۹۰۸ تابلوی برهنهٔ بزرگ (Grand nu)، یکی از معدود زنان برهنه‌اش را خلق کرد که با ابعاد ۱۴۰*۱۰۰ سانتی‌متری اش —بنابراین از این لحاظ قابل مقایسه با تابلوی بزرگ دوشیزگان آوینیون پیکاسو بود— یکی از تابلوهای عظیم براک به‌شمار می‌رفت.
وقتی در ۱۹۰۷ دیدارهای این دو جوان نقاش بیشتر شد، تحت تأثیر الهامات متفاوتی قرار داشتند. همچنان که براک در جنوب بررسی‌های جزء به جزء و زیبایی‌شناسانه‌اش از قلمروی سزان را تقویت می‌بخشید، پیکاسو اشیای آفریقایی موزه قوم نگاری تروکادرو را کشف می‌کرد و شروع به کشیدن بدن‌های برهنه‌ای با صورت‌های ماسک مانند و آناتومی‌های عجیبی از زوایا و برآمدگی‌ها کرد.

به دلیل تبادل نظریات بسیار عمیق و ارتباط دوستانه‌ای که میان این دو هنرمند بود، ویژگی‌های مشترک بسیاری در کار آن‌ها وجود داشت که طبیعتاً هم دوره‌های آنان نیز، گاهی اوقات به‌طور انتقادی، این امر را مشاهده کرده بودند؛ بنابراین تابلویی که براک در سال ۱۹۰۸ از یک زن برهنه ترسیم کرد و برایش غیرمعمول بود، شباهت‌های قابل توجهی با تابلوی دوشیزگان آوینیون پیکاسو دارد. دانیل-هنری کان وایلر، معرفی‌کننده هر دو هنرمند، شاهد این بود که در زمستان سال۹–۱۹۰۸ «کار مشارکتی و هم‌زمان این دو هنرمند» آغاز شد. کان وایلر در اثر موفقش، «طلوع کوبیسم»، در سال ۱۹۲۰ نوشت: 
«هر دوی این هنرمندان از بانیان بزرگ کوبیست هستند. همکاری این دو در توسعه این هنر جدید بسیار به یکدیگر وابسته است به‌طوری‌که اغلب به سختی می‌توان آن‌ها را از هم تشخیص داد. خارج از عالم دوستی، بحث‌های برادرانه‌ای بین آن‌ها به وجود می‌آمد که باعث پیشرفت در نحوهٔ بیان جدیدی می‌شد و گاهی این و گاهی آن دیگری اول اقدام به استفاده عملی در کارهایش می‌کرد. این اعتبار مدیون هر دوی آن هاست. هر کدام از آن‌ها در جای خود، هنرمندان بزرگ و قابل تحسینی هستند.»
پابلو پیکاسو و ژرژ براک کمابیش هر روز با یکدیگر ملاقات داشتند و عقایدشان را در مورد مسائل هنری عمیقاً با هم در میان می‌گذاشتند. پیکاسو خاطر نشان می‌سازد: «تقریباً هر شب یا من برای دیدن براک به کارگاهش می‌رفتم یا او نزد من می‌آمد. ما هر دو باید آنچه را دیگری در طول روز انجام داده بود، می‌دیدیم.» ارتباط آن‌ها همراه با اعتماد کامل بود. بحث‌های فشردهٔ میان این دو هنرمند به‌طور خاص زمانی آشکار می‌شد که آن‌ها در طول ماه‌های تابستان و معمولاً در مکان‌های مختلفی خارج از پاریس به اقامت فصلی می‌پرداختند. فقط در این دوران بود که آن‌ها به ارتباط مکاتبه‌ای اکتفا می‌کردند و امروزه این مکاتبات، یا حداقل گزیده‌ای از آن‌ها، ما را به تاریخچه دوستی شان نزدیک تر می‌کند. برای مثال، در سپتامبر سال ۱۹۱۲، ژرژ براک در نامه‌ای به تاجر آثارش، کان وایلر شکایت می‌کند که: «عزیمت پیکاسو خلاء بزرگی را ایجاد کرده‌است.» پیکاسو نیز برای دوست نزدیک اش دلتنگی می‌کرد؛ در ماه مه سال ۱۹۱۲ وی به براک این‌گونه نوشت: «اما من دلتنگ هستم. کجاست آن پیاده‌روی‌ها و احساساتمان؟ من نمی‌توانم در نوشته‌ها بحث‌هایمان را در مورد هنر پیش ببرم.» در اوایل سال ۱۹۱۳ وقتی براک در نامه‌ای به پیکاسو می‌نویسد: «خیلی بد است که تو نمی‌توانی تلفنی با شهر سره ارتباط داشته باشی - این‌جا چه بحث‌های شیرینی در مورد هنر انجام می‌دهیم»، پیکاسو متوجه می‌شود که گفتگوهای پرشوری را با دوست هنرمندش براک از دست داده‌است.
نزدیکی این دو هنرمند منجر به این شد که موضوعات مورد انتخاب آن‌ها، بدون هماهنگی قبلی، همه یکسان باشد؛ بنابراین براک و پیکاسو در زمستان سال‌های ۹–۱۹۰۸ خودشان را سرگرم موضوع طبیعت بیجان کردند و به همین دلیل نیز - در مقایسه با آبتنی کنندگان سزان- به سراغ یکی از موضوعات ابتدایی پل سزان رفتند. در اینجا باتید یه این نکته توجه داشت که ژرژ براک در گذشته عمدتاً با ترسیم مناظر سروکار داشت، در حالی که پیکاسو با هیئت انسانی رابطه احساسی برقرار می‌کرد.
مواجهه با مجسمه‌های آفریقایی در حدود سال ۱۹۰۶، و نمایش مجموعه آثار سزان در سال ۱۹۰۷ عوامل اصلی سوق دادن ژرژ براک و پابلو پیکاسو به ابداع کوبیسم بین سالیان ۱۹۰۷ و ۱۹۱۴ است. این دو هنرمند در دو مرحله تحولی، نقاشی را از پیوندهای قبلی اش به واقعیت بیرونی می‌رهانند و پیش نیازهای نظری و هنری یک هنر خودسامان را به وجود می‌آورند.

#### از کوبیسم نخستین تا اوج کوبیسم(۱۹۱۲–۱۹۰۹)
نخستین بار در کارهای پیکاسو و براک، به ویزه در نقاشی‌های حدود سال‌های ۱۹۰۹ تا ۱۹۱۱ آن هاست که شکل نمایی [یا فیگوراسیون] در برابر انتزاع [یا آبستراکسیون] قرار می‌گیرد و تقابل آن‌ها، نظرها را به خود جلب می‌کند. این آثار عنوان کوبیسم تحلیلی [یا آنالیتیک] را می‌یابند، و هر چند این اصطلاح [به لحاظ معنا] مانند بسیاری از برچسب‌های کوتاه شدهٔ دیگر گمراه‌کننده است، ارجاع و اشاره به آن دوره یا سبک آثار پدید آمده را تسهیل می‌کند. (روش‌های تشریح و تجزیه و تحلیل عقلانی، نا متکی به مشهودات خود آثار، معنای مستتر در این اصطلاح است)
در مرحله نخست کوبیسم، براک و پیکاسو رهیافت ساختاری سزان را فارغ از شیوه رنگ پردازی اش برمی‌گیرند و با محدود کردن خویش به رنگ‌سایه قهوه‌ای و اخرایی و سبز و خاکستری بیشتر بر فرم کارشان تأکید می‌ورزند. آنان از طریق تجزیهٔ موزون جسم و فضا به تراشه‌های کوبیستی گام به گام شکل چیزها را ساخت گشایی می‌کنند و نوعی ساختار بلورآسای مستقل از شیء می‌آفرینند، چنان‌که نقاشی‌هایشان خوانایی تصویری مرسوم را از دست می‌دهند و به شکل بندی‌های صوری خودسامان تبدیل می‌شوند.
دوشیزگان آوینیون نوعی پیوند و همکاری بین پیکاسو و براک به وجود آورده بود. آن‌ها مدتی در یک محل با هم زندگی می‌کردند، معاشر و همدم یکدیگر بودند و کارهای یکدیگر را با دقت از نظر می‌گذراندند. با وجود آنکه مشرب و مزاجی کاملاً متفاوت از یکدیگر داشتند، ولی حتی امروز هم دشوار بتوانیم از روی ظاهر تابلوهایی که در آن سال‌ها کشیده‌اند، تشخیص بدهیم که کدامشان پدیدآوردهٔ کدام یک از آن‌ها بوده‌اند. براک بعدها گفت که آن‌ها «همچون دو کوهنوردی بودند که طنابی آن دو را به هم متصل می‌کرد.» موضوعات تابلوهای کوبیست تحلیلی ان‌ها تقریباً همیشه موضوعات داخل آتلیه بودند:بیشترشان نقش اشیاء [یا طبیعت بیجان] و گاه مدل‌های نشسته در میان اشیاء. عناوینی که تابلوها را با آن‌ها می‌شناسیم، فروشندگان تابلوها، به قصد سهوت ارجاع به آن‌ها و نیز کمک به مخاطبان، انتخاب می‌کردند. اشیاء واحد یا مشابه، تکی و گروهی، بارها و بارها در نقاشی‌های آن‌ها تکرار می‌شوند. از جمله نمونه‌های اولیهٔ نقاشی این دورهٔ آن‌ها، گیتار و آکاردئون (۱۹۰۸)، کار براک است که شاید نخستین کار از مجموعهٔ تابلوهای نقش اشیاء آن‌ها از آلات موسیقی باشد (شکل ۴۳). هر دو چندین ساز موسیقی داشتند، ولی این تابلو چنین می‌نمایاند که براک آن را به کمک تخیل خویش، و نه از روی مجموعه‌ای از اشیاء که روی میز بدین منظور چیده شده باشند، کشیده‌است؛ بنابراین، این تابلو از روی دانش نقاش، و نه دیده‌های او، کشیده شده‌است، و این دانش، بدون شک آشنایی با نقاشی طبیعت بیجان قرن هجدهم فرانسه و بازتاب آن در نقوش برجستهٔ کنده کاری و قالب‌گیری تزیینی را شامل می‌شده‌است که وجه مشخصهٔ تزیینات داخلی باب روز روکوکو بودند. به‌طور کلی می‌توان گفت که پیکاسو و براک نقاشی‌های کوبیستی شان را بدون نگاه به مدل می‌کشیدند.
از زمانی که براک و پیکاسو نیروهای خود را یک کاسه کردند و به قول براک، «به دو کوهنورد که با طناب به یکدیگر متصل شده‌اند» شباهت پیدا کردند، تکامل کوبیسم در واقع بیان نوعی بده بستان منظم میان طبایع مختلف آن‌ها بود. هر دو می‌کوشیدند تا کیفیات شخصی کار خود را بالا ببرند آن را بهتر کنند و به خاطر سبک کوبیسم به یک نوع گمنامی دوجانبه تن در دهند، و این از اکراهی که در آن روزها از امضاء کارهای خود داشتند مشهود است. به همین دلیل ما نمی‌توانیم تفکیک آشکاری میان سهم آن‌ها قائل شویم — حداقل تا پیش از سال ۱۹۱۴ — یا اهمیت نسبی یکی را بر دیگری ارزیابی کنیم. با این حال، امروز که به آثار ایشان نگاه می‌کنیم، نقاشی‌های آن دو خیلی کمتر از آن فاقد شخصیت جلوه می‌کنند که احتمالاً خود گمان می‌کردند؛ و چشم مجرب به‌طور غریزی میان آن‌ها فرق خواهد گذاشت؛ لذا به‌طور کلی، کافی است بگوییم در حالی که نقاشی‌های پیکاسو به طرزی کاملاً آشکار خطی تر و خشک‌تر، و از حیث بیان بی واسطه تر، و حتی از جهت تصور مجسمه گونه تر هستند، آثار براک نقاشی نماتر، تغزلی تر، ملایم تر، و منسجم ترند.
تأثیر اتحاد این دو مرد به زودی در کار براک، مخصوصاً در دو طبیعت بیجان عالی «ویولن و پیانو» و «پیانو و ماندولین» که در زمستان ۱۰–۱۹۰۹ ترسیم شده‌اند، ظاهر شد. در اینجا براک به پیکاسو نزدیک شده و در تجزیه و تحلیل فرم‌ها شهامت بیشتری از خود نشان داده‌است، به نحوی که تراش بندی‌های او استادانه نر شده و او تداوم خطوط محیطی را از میان برده و حجم را از طریق مجموعه‌ای از مکعب‌های درهم بافته ارائه کرده‌است. مع‌هذا اشیاء ارائه شده خوانا و روشن باقی‌مانده‌اند. اهمیت این پاره‌پاره کردن را براک بعداً روشن کرد و گفت این کار وسیله‌ای است برای نزدیک تر شدن به اشیاء «در محدوده‌ای که نقاشی اجازه می‌دهد» و همچنین وسیله‌ای است برای ارائهٔ «فضا و حرکت در فضا». به عبارت دیگر، این طریقه‌ای بود برای تلفیق دانش او از نظم سه بعدی طبیعت با این اعتقادش که نظم تصویری معادل آن نباید به حریم سطح دوبعدی تابلو تجاوز کند. اما تذکر این نکته هم اهمیت دارد که نه در کار براک و نه در کار پیکاسو، در فرایند تجزیه و تحلیل کوبیستی هیچگونه محاسبهٔ ریاضی قبلی در کار نبود. تجزیه تحلیل آن‌ها از فرم، که عبارت بود از ترکیب وجوه مختلف یک شیء به‌طوری‌که چشم بتواند حجم کلی آن را دریابد، برخی از نویسندگان را به اشتباه انداخته‌است و آن‌ها این تجزیه و تحلیل را متضمن اشاره‌ای به «بعد چهارم» یا بعد زمان، دانسته‌اند. چنین تعبیری به یقین نادرست است. باید گفت که چنین تعبیری شاید در مورد کارهای کوبیستی دوشان یا آثار برخی از فوتوریست‌ها صادق باشد، ولی در مورد براک و پیکاسو به هیچ روی مصداق ندارد؛ زیرا نه براک و نه پیکاسو، خود یا بیننده آثارشان را در حال قدم زدن در اطراف، یا در میان اشیایی که ارائه می‌نمودند مجسم نمی‌کردند. غرض آن‌ها این بود که تراش‌های مختلف یک فرم، همزمان، به صورت عناصری دیده شوند و موجودیت بیابند که در روی یک سطح هموار قرار گرفته‌اند؛ سطحی که نمی‌خواهند هیچ گونه توهمی از فضا ارائه نماید، مع‌هذا نوعی نمایش در فضا در آن هست. درست است که این دو هنرمند در حذف وحدت موضع ناظر، نقطه گریز، تابش نور، و خط افق از سزان پای فراتر می‌نهند، اما تجزیه فضا و اشیا نتیجهٔ بازنمایی هم‌زمان زوایا و دیدگاه‌های مختلف نیست و ناشی از ملاحظاتی است یکسر متفاوت. این عمل در واقع پیش شرط تعیین‌کنندهٔ «سنکوب» یا تغییر جای اصلی صفحهٔ تصویر است که از طریق آن براک و پیکاسو قلمرو جدیدی را در نقاشی مشخص می‌کنند که جَز بعدها در حوزهٔ موسیقی نشان داد.
دو طبیعت بیجان براک که ذکرش گذشت، و «زن نشسته» ی پیکاسو، مرحله‌ای را نشان می‌دهد که در آن تکامل تکنیک تراش بندی— که آن‌ها به مدد آن می‌توانستند حجم را نشان بدهند و فضا را قابل لمس گردانند— باعث شد که دو هنرمند متوجه شوند می‌باید در مورد استفاده از رنگ ونور تصمیم بگیرند. در این سه تابلو هر دوی آن‌ها از رنگ‌های محدود ولی متنوع سبز، اُکر، و خاکستری استفاده کرده و قسمت‌های مختلف اشیاء را از زوایای مختلف نور داده‌اند. به عبارت دیگر به رنگ واقعی اشیاء اعتنایی ننموده و خاص تصویری خود را به فرم ونور تحمیل کرده‌اند. براک حتی با رفتار طعنه‌آمیزش با میخی که در بالای تابلو ترسیم شده و پالتی از آن آویزان است بر ناهماهنگی‌های حاصله و ابداعات سبک شناختی کوبیسم تأکید کرده‌است. چرا که این میخ را به صورتی کاملاً چشم فریب و طبیعت گرایانه کشیده و با سایه‌ای صحیح و به جا تکمیل اش نموده و بدینوسیله به تضاد میان روش ابداعی خود و روش چشم فریب و آشنای نمایش واقعیت اشاره کرده‌است. باری، تکنیک تراش بندی ترکیب پیچیده‌ای از سطوح ایجاد می‌کرد که در ترازهای مختلف با راستاهای گوناگونی قرار می‌گرفتند. اضافه بر این سطوح، براک شبکه‌ای از سطوح کوچک در هم رفته را نیز به کار می‌گرفت تا به اشیاء و فضای پیرامون آن‌ها یگانگی بدهد. اینجا بود که برای هر دو هنرمند مسئله تفکیک سطوح از یکدیگر جنبه‌ای اساسی پیدا کرد. انجام این کار با کنتراست‌های رنگ‌های قوی ممکن بود ساختمان ظریف فضایی را در هم بریزد؛ و اگر به نور متوسل می‌شدند با مسائل اصلاح رنگ و سائیدگی فرم مواجه می‌شدند. بنابرین براک و پیکاسو ضمن بذل توجه به نمایش اشیاء و تکمیل سیستم یادداشت برداری فضایی کوبیسم، از نقش نور کاستند و رنگ‌های مورد استفادهٔ خود را به رنگ‌های خنثای خاکستری و اکر محدود کردند.
نیت اساسی براک و پیکاسو از ابداع کوبیسم صرفاً این نبود که بیشترین اطلاعات ضروری را دربارهٔ فیگورها یا اشیاء به بیننده بدهند، بلکه می‌خواستند واقعیت بصری را به صورت هنری غیر تقلیدی و متکی به خود هرچه کاملتر باز بیافرینند. آن‌ها هنوز نظام یادداشت برداری جامعی به وجود نیاورده بودند، پس مشکل بعدی شان ساختن چنین نظامی بود. در این مرحله، کوبیسم، به ویژه در کار پیکاسو، به مرز تجرید کامل رسید، زیرا در اواسط ۱۹۱۰ در حالی که توجه‌شان به این جنبه معطوف شده بود— همچنان که یک بار دیگر در ۱۹۱۱ این موضوع تکرار شد— براک و پیکاسو برای مدتی پذیرفتند که محتوای عینی تابلوهاشان (که تا آن زمان آشکار بود) از زیر ترکیب مسلطی از خطوط و سطوح تنها به صورتی خفیف خود را نشان بدهد (نوازنده کلارینت، ۱۹۱۱ پیکاسو). در این‌جا به پیچیده‌ترین لحظهٔ «اوج» کوبیسم می‌رسیم؛ مرحله‌ای که به «سربسته» مشهور شده‌است. اما این صفت سربسته که معنای کیپ یا غیرقابل نفوذ و درنیافتنی را دارد کاملاً نامناسب است البته یک چشم ناآزموده ممکن است در ابتدا در فهم این نقاشی‌ها دچار اشکال شود، اما تفسیر و تعبیر آن‌ها شدنی است. کافی است این نکته را بدانیم که در آثار این مرحله، خطوط و سطوح، جنبه‌ها و بخش‌های مختلفی از بدن یا اشیاء را نشان می‌دهند و از زوایایی می‌گذرند که، گر چه گاه با واقعیت‌های طبیعی مطابقت دارند، اساساً از ملاحظات فضایی و ضرورت تصویری تبعیت می‌کنند؛ و ما می‌توانیم میزان تمایل به حفظ رابطه با واقعیت را، که محرک این دو هنرمند کوبیست بود، از روی تلاش‌هایی که برای جلوگیری از غیر تصویری، و تجریدی شدن نقاشی‌هایشان به عمل می‌آوردند اندازه‌گیری کنیم؛ زیرا این دو، مجموعه‌ای از علائم اختصاری اختراع کرده بودند که آن‌ها را، مثل علائم هیروگیلیفی، به آثار خود وترد می‌کردند تا به کمک شان خصوصیات ویژه را قابل تشخیص نمایند و برای ساختمان کل ترکیب بندی مفتاحی به دست بدهند؛ بنابراین در «تک چهره کان وایلر»، که در پاییز ۱۹۱۰ کشیده شده‌است، پیکاسو زحمت بسیاری متحمل گردید، و ساخت مسطح نقاشی خود را، با ترسیم جزئیات توصیفی نظیر چشم، بینی، موی شانه خورده، زنجیر ساعت جیبی، دست‌های به هم قلاب شده، و اشیاء طبیعت بیجان کنار و پشت سر مدل، تشریح کرده‌است.
براک و پیکاسو در فاصله تابستان ۱۹۱۰ تا بهار ۱۹۱۲ بارها به مرز هنر تصویری رسیدند، هرچند که براک هرگز به قدرت پیکاسو به تجرید کامل نزدیک نشد. البته، هر بار، هر دو هنرمند دوباره خود را یافتند. اما باید دید که چرا این مسئله پیش می‌آمد. ظاهراً جواب این است که براک و پیکاسو هرقدر بیشتر عناصر واقعی را به آثار خود وارد می‌کردند (پیکاسو، «لیوان آبجو، بطری، بادبزن و ادوات موسیقی روی پیانو» ۱۱–۱۹۱۰، و براک «طبیعت بیجان با تاس و پیپ»۱۹۱۱) به همان نسبت بیشتر پی می‌بردند که وضوح ساختمان فضای آثارشان به واسطهٔ جزئیات توصیفی، شلوغی‌های فرمی و بازی پیچیدهٔ نور سایه مبهم می‌شود. مع‌هذا هر زمان علیه این ابهام واکنش نشان دادند و آن را از میان بردارند دریافتند که از واقعیت ملموس به دور افتاده‌اند.
طی تابستان ۱۹۱۱، یعنی زمانی که براک و پیکاسو به اتفاق در سِرِه واقع در پیرنه کار می‌کردند، سرانجام راه واضح نشان دادن اشیاء را یافتند، و شروع به ساختن ترکیب بندی‌هایی کردند که متراکم تر و فشرده تر، اما واضح تر، بودند. آن‌ها از نوعی داربست خطی (که به وضوح در دو اثر حکاکی یعنی «شیشه مارک» و «فوکس» (۳۸–۳۷) مربوط به ۱۲–۱۹۱۱ دیده می‌شود) برای نشان دادن فواصل و انسجام بخشیدن به ترکیب بندی استفاده می‌کردند، و وظیفه ایجاد حجم و پر کردن فاصله زمینه تا پلان اول تابلو را نیز به عهدهٔ مجموعه‌ای از سطوح و مکعب‌ها، که بر روی آن‌ها جزئیات واقع گرایانه ترسیم می‌شد، می‌گذاشتند[۳۵-۲۶-۲۵-۱۷]. استفاده از بوم بیضی شکل هم از مشخصات این مرحله از نقاشی‌های کوبیست است. براک می‌گفت این کار امکان «دوباره کشف کردن معنای خطوط عمودی و افقی» را به او داد. اما دلیل دیگری که براک و پیکاسو بوم‌های بیضی شکل را قابل استفاده دانستند این بود که این بوم‌ها هیچ گوشه‌ای نداشت که در آن جا نمایش فضا بخواهد مبهم شود و این کیفیت به آن‌ها کمک می‌کرد تا حواس خود را به موضوع معطوف نمایند و ساخت تصویری متراکم تری به وجود بیاورند. خصوصیات دیگر این مرحله ضربه‌های مقطع قلمویی است که این دو به کار می‌بردند تا نوعی ضربان و تپش نوری ایجاد کنند، سطوح را از یکدیگر متمایز نمایند، و سطح تابلو را پر ارتعاش تر و ملموس تر گردانند. تمام این ابتکارها را می‌توان در طبیعت بیجان‌هایی نظیر «ویلن و شمعدان» براک (۱۹۱۰) و «طبیعت بیجان با کلارینت» پیکاسو(۱۹۱۱) مشاهده کرد. اما از این هم بیشتر می‌توان آن‌ها در ترکیب بندی‌های فیگوری نظیر «مردی در حال دود کردن پیپ» اثر پیکاسو یا در «پرتقالی‌ها» ی براک - هر دو متعلق به سال ۱۹۱۱ - ملاحظه نمود. این پرده دومی احتمالاً نخستین پرده‌ای بود که در آن حروف استنسیل ظاهر شد. این ابتکار- که استفادهٔ غیرمنتظره‌ای از مصالح نقاش ساختمانی بود- قطعاً حاصل قریحه براک بود. در یک طبیعت بیجان مربوط به اوایل سال ۱۹۱۰ از براک، روزنامه‌ای ظاهر می‌شود که عنوان آن پیداست، اما در اینجا حروف مذکور صرفاً به تشخیص هویت فرم کمک می‌کند و هیچ نقش ساختمانی ندارد. به هر حال، از تابستان ۱۹۱۱ به بعد براک و تقریباً بلافاصله پیکاسو، کلمات، حروف، و علامت‌ها را به عنوان یک عنصر فعال تصویری به آثار خود داخل کردند؛ یعنی، عناصر مذکور را نه تنها اضافات تزیینی در نظر نمی‌گرفتند بلکه، آن‌ها را متناسب با موضوع تابلو انتخاب کمی‌کردند تا به واقع گرایی تابلو کمک کنند. اما این عناصر در عین حال به نحو متناقضی، اختلاف میان واقعیت و نقاشی را نشان می‌دادند و از این لحاظ با آن میخ «چشم فریب» طبیعت بیجان ۱۹۰۹ براک نقش قابل مقایسه‌ای داشتند. به عقیده براک حروف روزنامه‌ای مجموعه‌ای از «فرم‌ها (بودند) که نمی‌شد شکل آن‌ها را تغییر داد، و چون به خودی خود مسطح بودند، در فضا نبودند، و بنابراین حضور آن‌ها در تصویر امکان تفکیک میان اشیاء مستقر در فضا را از اشیایی که در فضا نبودند فراهم می‌کرد.» به عبارت دیگر حروف روزنامه‌ای بر ماهیت دوبعدی سطح نقاشی شده تأکید می‌کرد اما به صورت یک Repoussoir برعکس عمل می‌نمود و محتوای عینی را وامی‌داشت تا به صورت ضمنی فضا و فاصله را تداعی نمایند.
با تحولات دیگری که در نیمه نخست سال ۱۹۱۲ در نقاشی براک و پیکاسو رخ داد، زبان «اوج» کوبیسم به کامل‌ترین بیان خود رسید و اندکی بعد دو هنرمند به دوره کاملاً جدیدی از پیشرفت قدم گذاشتند که همان مرحلهٔ «متأخر» کوبیسم می‌باشد؛ لذا سال ۱۹۱۲ پایان یک تحول طولانی و آغاز یک تحول دیگر را مشخص می‌دارد.

#### جنگ جهانی اول
با آغاز جنگ جهانی اول، براک به ارتش فرانسه فراخوانده می‌شود. کیفیت آثار پیکاسو، محروم شده از تأثر برانگیزاننده و انضباط بخش براک رو به ضعف می‌گذارد. او با هم وطن اش، خوان گریس، که پنج سال از او کوچکتر است بیش از پیش دم خور می‌شود و متأثر از نقاشی دو بعدی و به شدت هندسی گریس (ت ۱۰۴) از سال ۱۹۱۶ سبک تزیینی و معماری وار کوبیسم متأخرش را پدیدمی‌آورد که نقطه اوج و فرجام آن سال ۱۹۲۱ و خلق دو نقاشی با عنوان سه نوازنده است (ت۱۰۵). سپس مسیری را که تا این برهه در پیش گرفته بود وامی‌نهد تا در عرصه جدید طبع آزماید که حاصلش نقاشی‌های نئو کلاسیک اوست.
براک و پیکاسو آثار مهم کوبیستی خود را بین سالیان ۱۹۰۷ و ۱۹۱۴ می‌آفرینند. با برپایی چند کارنما، نام کوبیسم به زودی در تمامی شهرهای بزرگ اروپا بر سر زبان‌ها می‌افتد. هنرمندان بیشماری به این سبک جدید روی می‌آورند، ولی درست همان‌طور که معاصران سزان، گوگن و وان گوگ از اهمیت انقلاب تصویری پدید آمده به دست این هنرمندان درک درستی نداشتند، مقلدان براک و پیکاسو هم اهمیت سبک آنان را به درستی درنمی یابند. گروه «تقسیم طلایی»، دلونه و فرانتس مارک، فوتوریست‌های ایتالیا، ورتیسیست‌های انگلیس، و کوبیست - فوتوریست‌های روسیه همگی ویژگی‌های ظاهری کوبیسم را برمی‌گیرند، اما هم چنان به نگرشی آرمان گرایانه و مغایر با مسائل تصویری کوبیسم وفادارند.

## دهه‌های ۲۰ و ۳۰
همگامی نزدیک براک و پیکاسو، زمانی که به خاطر بروز جنگ براک به جبهه رفت، ناگهان به پایان رسید. به این ترتیب تداوم تکامل تصویری براک، برخلاف تکامل پیکاسو، به مدت سه سال دچار وقفه گردید؛ و هنگامی که مجدداً به نقاشی پرداخت به ناچار می‌باید راه خود را به تنهایی می‌یافت، و مسلماً این مستلزم صرف وقت بود. اما سرانجام شخصیت یگانهٔ براک، که پیش تر در نقاشی‌های ۱۴–۱۹۱۳ خود را نشان داده بود، در مجموعهٔ پرشکوهی از نقاشی‌ها، که در فاصله تابستان ۱۹۱۷ و ۱۹۲۱ کشیده شدند، به‌طور کامل تجلی کرد. به دنبال مختصری تجربه تازه با «کاغذ چسبها» به مقیاس وسیعتر، و پس از ترسیم یک فیگور تمام قد («نوازندهٔ گیتار» ۱۸–۱۹۱۷) به شیوهٔ مغلق و بسیار پیچیدهٔ کوبیسم ترکیبی، براک در تابلوهای «کوبیست» ی نظیر «گیتار» [۲۴۹] (۱۹۱۸) و «طبیعت بیجان با ادوات موسیقی»[۲۴۸] (۱۹۱۸) به روش آزادانه و استادانه‌ای در ارائهٔ فرم و فضا دست یافت. براک در پی آن نبود که کار خود را از مرحله‌ای که قبلاً رها کرده بود دنبال کند، او همچنین، برخلاف پیکاسو، ارزش‌های طبیعت‌گرایی را دوباره نمی‌آموزد. براک صرفاً شیوهٔ کوبیست ترکیبی پیشین خود را اصلاح می‌کرد تا آن را با برداشت جدید خویش از واقعیت حسی تر سازگار نماید؛ لذا کار با فرم‌های مشخص تر، آزادتر و ملموس تر (گرچه مسطح شده) را آغاز کرد و رنگ‌های همسازتر و تنوعات بافتی لطیف تری را به کار گرفت. در حالی که اصولاً در سال‌های پیش از ۱۹۱۴، براک مسائل فرم و فضا را با روش عقلانی حل کرده و تنها در چند ماه آخر پیش از بسیج نظامی خود به ارزش‌های تزیینی و حسی اجازهٔ خودنمایی در آثار خویش را داده بود، در فاصله سال‌های ۱۹۱۸ تا ۱۹+۲۱ ارزش‌های مذکور نزد او اعتبار عمده‌ای یافتند. همچون پیکاسو، براک نیز، گرچه با روش‌هایی کاملاً متفاوت و شخصی، می‌کوشید شیوهٔ کوبیست متأخر خود را انسانی و آراسته کند. از مشخصات کار او در این زمان آرامش، نرمی، ملایمت و هماهنگی است؛ گرچه فرم‌های او آزادانه تر از پیش اند و از نرمشی درخور توجه برخوردار هستند، و گرچه بیش از پیش با ظواهر طبیعی مطابقت دارند مع‌هذا از حیث تصور کوبیستی‌اند. خلاصه آن که، براک در این نقاشی‌های کوبیست متأخر می‌کوشید تا بیننده را در برابر تجربه‌ای ملموس از واقعیت، و نه یک تجربهٔ بصری یا ذهنی، قرار بدهد. این وظیفه‌ای بود که براک برای تکامل کوبیسم متأخر از حیث بیانی بر عهده گرفت، و طی ده سال بعدی در مجموعه‌ای از طبیعت بیجان‌های دلپذیر، متعادل و تغزلی آن را به مرحلهٔ اجرا درآورد.

## سالن‌ها، کارگاه‌ها و پرنده‌ها
آخرین دستنوشتهٔ دفترچه براک در نسخهٔ ۱۹۴۸ ذکر می‌کند: "همچنان که پیرتر می‌شوید، هنر و زندگی یکی می‌شوند.
در بالای صفحه طراحی از فنجان، لیمو با تکه‌ای بریده شده از آن و یک چاقو-که ظواهر عادی آداب آشنای محلی اند و موضوعات نقاشی‌های بیشمار طبیعت بیجان را تشکیل می‌دهند-دیده می‌شد. براک بیشتر و بیشتر چگونگی جداناپذیری هنر و زندگی روزانه اش را آشکار می‌ساخت. استودیو، سالن و هراز گاهی تراس و اتاق‌های اطراف، روزمرگی و مضمون عکس‌هایش را تعریف می‌کند. تصاویر او راهنمایی‌هایی به بیوگرافی نیستند، در صورتی که در مورد پیکاسو اغلب چنین است، اما همچنانکه در مورد نقاشی‌های پل سزان از مکان‌ها و اشیای خاص، اثاثیه و محیط‌های کما بیش دورگیری شده، از حیاتی به ظاهر آرام شده آگاه شدیم، در مورد براک نیز آگاه می‌شویم.
در تلاش‌های ناچیز براک، طبیعت‌گرایی ملایمی حکم فرماست؛ بنابراین ما این نقش مایه‌ها را بدون آزمایش ادراک علیه ابتکار درک می‌کنیم. اما زمانی که او در بهترین شرایط است، ما موضوع را فراموش و به روی آنچه انجام شده، به چگونگی انتقالش توسط زیرکی هنرمند تمرکز می‌کنیم.
سالن‌ها، فضاهای داخلی محلی، طبیعت بیجان، کارگاه، میزهای بیلیارد و صندلی‌های باغ که چرخهٔ عظیم نقاشی‌های سال‌های رشد براک را تشکیل می‌دهند، از یک سو به سادگی رونق حال و هوای خودمانی روزهای نخستین کوبیسم را نشان می‌دهند. (تنها مورد استثناء تصاویر پرنده هاست که براک در آخرین سال‌های حیاتش مورد توجه قرار می‌دهد. اما گویا پرنده‌ها هم از پنجره کارگاه وارد شده‌اند) تصاویر به عمد تکرار و محدود شده برای براک تازه نیستند. اما به نظر میل به کار کردن در سری‌های منسجم با تصاویر و فضاهای داخلی عظیم سال‌های ۷–۱۹۳۶ شروع شد. تصاویر فشرده شدهٔ خارق‌العاده مانند «زن روی سه‌پایه» یا «دو نفر» که در آن‌ها سالن و کارگاه‌ها در هم می‌آمیزند.

## آثارشناسی

La-ciotat-harbor-1906

## نقل قول‌ها
کلمات قصار براک که به ظاهر با عجله در حواشی نقاشی‌هایش یادداشت شده‌اند هم بر استقلال کوبیسم-ایجاد واقعیتی تصویری-و هم بر موقعیت آن به عنوان شکلی از بازنمایی تأکید دارد. برای نخستین بار پیر روردی این نظریه‌ها را جمع‌آوری کردو در نشریه خود،نور-سود، پاریس، ۱۹۱۷ به چاپ رسانید.
1. رشد در هنر نه در بسط که در شناخت حدود آن است.
2. حدود روش به کار گرفته شدهٔ سبک را تعیین می‌کند، شکل جدید را به وجود می‌آورد و به سمت خلق کردن سوق می‌دهد.
3. جذابیت و قدرت نقاشی‌های کودکان اغلب از شیوه‌های محدودی که به کار می‌گیرند ناشی می‌شود. برعکس، انحطاط هنری نتیجه بسط است.
4. روش‌های نو، موضوعات نو.
5. موضوع هدف نیست؟ یکدستی تازه است، تغزلی که یکسره از روش به کار گرفته شده نشأت می‌گیرد.
6. تفکر نقاش به شکل رنگ و شکل است.
7. هدف، بازآفرینی واقعیتی داستان گونه نیست بلکه آفرینش واقعیتی تصویری است.
8. نقاشی شیوهٔ از بازنمایی است.
9. نباید آنچه را در آرزوی خلق آن هستیم تقلید کنیم.
10. کسی از ظاهر تقلید نمی‌کند، ظاهر آن چیزی است که به دست می‌آید.
11. نقاشی برای اینکه تقلید محض باشد باید از آنچه که در ظاهر به چشم می‌آید جلوه‌ای انتزاعی به وجود آورد.
12. کار از روی طبیعت بداهه‌سازی است. باید از فرمولی همه منظوره که علاوه بر واقعیت برای تفسیر هنرهای دیگر نیز مناسب است و به جای خلق، تنها به ایجاد سبک، یا به بیانی دقیق تر به شیوه پردازی[۱۲] می‌انجامد بر حذر بود.
13. هنرهایی که به واسطه خلوص شان تأثیر می‌گذارند هرگز هنرهایی چند منظوره نبوده‌اند. مجسمه‌های یونانی و انحطاط شان در میان سایر انواع هنر این نکته را به ما می‌آموزاند.
14. حواس از شکل می‌اندازد، ذهن شکل می‌بخشد. باید برای تکامل ذهن کار کنید. هیچ قطعیتی وجود ندارد، مگر در آنچه ذهن درک می‌کند.
15. نقاشی که سعی در ایجاد یک دایره دارد تنها یک حلقه به وجود می‌آورد. ممکن است ظاهر آن او را راضی کند امّا او در شک خواهد بود. پرگار اطمینان را به او بازمی‌گرداند. در نقاشی من کلاژها به من نوعی اطمینان بخشیده‌اند.
16. نقاشی‌های سه بعدنما[۱۳] ناشی از اتفاقی داستان گونه هستند که به واسطه سادگی واقعیت‌ها تأثیر خود را می‌گذارند.
17. کلاژها، چوب مصنوعی-و عناصر دیگری با طبیعت مشابه-که در برخی از نقاشی‌هایم از آن‌ها استفاده کرده‌ام نیز به واسطه سادگی واقعیات تأثیر می‌گذارند و همین نکته موجب شده مردم آن‌ها را با نقاشی‌های سه بعد نما که درست برعکس آن‌ها هستند اشتباه بگیرند. آن‌ها هم واقعیاتی ساده‌اند امّا ذهن، آن‌ها را خلق کرده‌است و به این ترتیب یکی از دلایل موجه ایجاد شکلی جدید در فضا هستند.
18. اصالت از احساسات کنترل شده ناشی می‌شود.
19. احساس‌ها نباید با لرزشی که ناشی از هیجان است کشیده شوند. احساس‌ها چیزی اضافه شده یا تقلید شده نیستند؛ احساس‌ها جوانه‌اند و اثر، گل آ جوانه.
20. قانونی که احساس‌ها را اصلاح می‌کند، بسیار دوست دارم.